# Lijst van gotische gebouwen in Noord-Holland
Dit is een (onvolledige) lijst van de gebouwen die in de gotische stijl zijn gebouwd in de Nederlandse provincie Noord-Holland. 
Vaak zijn de gebouwen niet volledig in gotische stijl gebouwd, in dat geval worden enkel de gegevens van het gotische gedeelte gegeven.
| Naam                                 | Functie                          | Start bouw (jaar) | Voltooid (jaar)          | Stijl                                                       | Huidige staat                                                                                 | Oorspronkelijke hoogte (m) | Huidige hoogte (m)      | Lengte (m) | Breedte (m) | Stad             | Straat                    | Afbeelding |
| ------------------------------------ | -------------------------------- | ----------------- | ------------------------ | ----------------------------------------------------------- | --------------------------------------------------------------------------------------------- | -------------------------- | ----------------------- | ---------- | ----------- | ---------------- | ------------------------- | ---------- |
| Kapelkerk                            | Kerk                             | 1520              | 1520/1536 (?)            | Gotiek                                                      | Gerestaureerd                                                                                 | ?                          | ?                       | ?          | ?           | Alkmaar          | Kapelsteeg                |            |
| Grote of Sint-Laurenskerk            | Kerk                             | 1470              | 1520                     | Brabantse gotiek                                            | Gerestaureerd                                                                                 | ?                          | 35                      | 85         | 35          | Alkmaar          | Koorstraat 2              |            |
| Stadhuis van Alkmaar                 | Stadhuis                         | 1509              | 1520                     | Laatgotiek                                                  | Gerestaureerd                                                                                 | ?                          | ?                       | ?          | ?           | Alkmaar          | Lange Straat 97           |            |
| Nieuwe Kerk                          | Kerk                             | 1410              | 1520                     | Laatgotiek                                                  | Gerestaureerd / verbouwd                                                                      | ?                          | ?                       | ?          | ?           | Amsterdam        | de Dam                    |            |
| Oude Kerk                            | Kerk                             | 1213              | 1460                     | Hollandse baksteengotiek                                    | Uitgebreid / verhoogd / gerestaureerd                                                         | 50                         | 70                      | 70         | 45          | Amsterdam        | Oudekerksplein            |            |
| Agnietenkapel                        | Kapel                            | ?                 | 1470                     | Gotiek                                                      | Verbouwd Gerestaureerd                                                                        | ?                          | ?                       | ?          | ?           | Amsterdam        | Oudezijds Voorburgwal 231 |            |
| Stadhuis van Amsterdam               | Stadhuis                         | 14e eeuw          | 14e eeuw                 | Gotiek                                                      | Afgebrand                                                                                     | ?                          | ?                       | ?          | ?           | Amsterdam        | Bestaat niet meer         |            |
| Banpaal                              | Grensafbakening                  | 1408              | 1408                     | Gotiek                                                      | Gerestaureerd                                                                                 | ?                          | ?                       | ?          | ?           | Avenhorn / Ursem | Bij Walingsdijk 119       |            |
| Ruïnekerk                            | Kerk                             | 1422              | 15e eeuw                 | Gotiek                                                      | Deels gesloopt Deels herbouwd                                                                 | ?                          | ?                       | ?          | ?           | Bergen           | Raadhuisstraat 1          |            |
| Nederlands Hervormde Kerk            | Kerk                             | 1500              | ?                        | Gotiek                                                      | Gerestaureerd. Koor verdwenen                                                                 | ?                          | ?                       | ?          | ?           | Blaricum         | Torenlaan 16              |            |
| Achterhaven 105                      | Woonhuis                         | 1500              | 1500                     | Laatgotiek                                                  | Gerestaureerd                                                                                 |                            |                         |            |             | Edam             | Achterhaven 105           |            |
| Damplein 8                           | Koopmanswoning                   | ± 1540            | ± 1540                   | Laatgotiek                                                  | Gerestaureerd                                                                                 | ?                          | ?                       | ?          | ?           | Edam             | Damplein 8                |            |
| Grote of Sint-Nicolaaskerk           | Kerk                             | 15e eeuw          | 15e eeuw                 | Gotiek                                                      | Gerestaureerd                                                                                 | ?                          | ?                       | ?          | ?           | Edam             | Grote Kerkstraat 59       |            |
| Wester- of Sint Gomaruskerk          | Kerk                             | < 1460            | ± 1470                   | Gotiek                                                      | Gerestaureerd                                                                                 | ?                          | Klokkenhuis: 20         | 70         | 30          | Enkhuizen        | Westerstraat 138          |            |
| Zuider- of Pancratiuskerk            | Kerk                             | ± 1423            | > 1458                   | Laatgotisch                                                 | Gerestaureerd Meest recent: 2001-2004                                                         | ?                          | 75                      | ?          | ?           | Enkhuizen        | Zuiderkerksteeg 3         |            |
| Westerstraat 76                      | Woonhuis                         | 1536              | 1537                     | Laatgotisch                                                 | Gerestaureerd                                                                                 | ?                          | ?                       | 18         | 7           | Enkhuizen        | Westerstraat 76           |            |
| Grote of Sint-Bavokerk               | Kerk                             | 1370              | 1520                     | Gotiek                                                      | Gerestaureerd                                                                                 | 74                         | 75+                     | ?          | ?           | Haarlem          | Grote Markt 22            |            |
| Stadhuis van Haarlem                 | Stadhuis                         | 1370              | ?                        | Gotiek                                                      | Deels gesloopt en herbouwd                                                                    | ?                          | ?                       | ?          | ?           | Haarlem          | Grote Markt 2             |            |
| Predikherenklooster                  | Klooster                         | ?                 | ?                        | Gotiek                                                      | Sterk verbouwd. Nu onderdeel van stadhuiscomplex                                              | ?                          | ?                       | ?          | ?           | Haarlem          | Grote Markt 2             |            |
| Waalse kerk                          | Kerk                             | 1348              | ?                        | Gotiek                                                      | Sterk verbouwd                                                                                | ?                          | ?                       | ?          | ?           | Haarlem          | Begijnhof 30              |            |
| Janskerk                             | Kerk                             | 1310              | 1318                     | Gotiek                                                      | Gerestaureerd                                                                                 | ?                          | ?                       | ?          | ?           | Haarlem          | Jansstraat 40/42          |            |
| Bakenesserkerk                       | Kerk                             | 15e eeuw          | ?                        | Gotiek (torenbekroning in de stijl van de Brabantse gotiek) | Gerestaureerd                                                                                 | ?                          | ?                       | ?          | ?           | Haarlem          | Vrouwestraat 10           |            |
| Amsterdamse Poort                    | Stadspoort                       | 1400              | ?                        | Gotiek                                                      | Gerestaureerd                                                                                 | ?                          | ?                       | ?          | ?           | Haarlem          | Amsterdamsevaart          |            |
| Slot Assumburg                       | Kasteel                          | 1546              | ?                        | Gotiek                                                      | Gerestaureerd. Gotische delen bevinden zich voornamelijk aan de zuidwest zijde van het gebouw | ?                          | ?                       | ?          | ?           | Heemskerk        | Tolweg 9                  |            |
| Dorpskerk                            | Toren                            | 13e eeuw          | ?                        | Gotiek                                                      | Gerestaureerd. Enkel de toren is Gotisch                                                      | ?                          | ?                       | ?          | ?           | Heemskerk        | Kerkplein 1               |            |
| Grote Kerk                           | Toren                            | 13e eeuw          | ?                        | Gotiek                                                      | Enkel de toren is over van oorspronkelijk gebouw                                              | ?                          | ?                       | ?          | ?           | Hilversum        | Oude Torenstraat 2        |            |
| Ceciliakapel                         | Onderdeel van het Statenlogement |                   |                          | Gotiek                                                      | Verbouwd                                                                                      | ?                          | ?                       | ?          | ?           | Hoorn            | Nieuwsteeg                |            |
| Noorder- of Vrouwenkerk              | Kerk                             | 1441              | 1519                     | Laatgotiek                                                  | Gerestaureerd                                                                                 | ?                          | ?                       | ?          | ?           | Hoorn            | Kleine Noord 32           |            |
| Oosterkerk                           | Kerk                             | 1483              | 1523 / 1616              | Laatgotiek                                                  | Verbouwd / gerestaureerd                                                                      | ?                          | ?                       | ?          | ?           | Hoorn            | Grote Oost 60             |            |
| Oude kerk                            | Kerk                             | 15e eeuw          | ?                        | Gotiek                                                      | Gerestaureerd. Eind 19e en begin 20e eeuw sterk vergroot                                      | ?                          | ?                       | ?          | ?           | Huizen           | Kerkstraat 1              |            |
| Hervormde kerk                       | Kerk                             | 14e eeuw          | ?                        | Gotiek                                                      | Gerestaureerd                                                                                 | ?                          | ?                       | ?          | ?           | Kortenhoef       | Kortenhoefsedijk 163      |            |
| Johanneskerk                         | Kerk                             | 1500              | ?                        | Gotiek                                                      | Gerestaureerd                                                                                 | ?                          | ?                       | ?          | ?           | Laren            | Naarderstraat 5           |            |
| Bonifaciuskerk                       | Kerk                             | ?                 | Toren: 1404 / Kerk: 1555 | Toren: ? / Kerk: Laatgotisch                                | Gerestaureerd                                                                                 | ?                          | Toren: 69,99 / Kerk: 20 | 50         | ?           | Medemblik        | Kerkplein 9               |            |
| Kasteel Radboud                      | Kasteel                          | ?                 | ± 1288                   | ?                                                           | Gerestaureerd door P.J.H. Cuypers                                                             | ?                          | ?                       | ?          | ?           | Medemblik        | Oudevaartsgat 8           |            |
| Grote of Sint-Nicolaaskerk           | Kerk                             | na 1400           | ?                        | Gotiek                                                      | Gerestaureerd                                                                                 | ?                          | ?                       | ?          | ?           | Monnickendam     | Zarken 2                  |            |
| Muiderslot                           | Kasteel                          | ?                 | ± 1280                   | ?                                                           | Gerestaureerd door P.J.H. Cuypers                                                             | ?                          | ?                       | ?          | ?           | Muiden           | Herengracht 1             |            |
| Kerk aan Zee                         | Kerk                             | ?                 | 15e eeuw                 | ?                                                           | Gerestaureerd                                                                                 | ?                          | ?                       | ?          | ?           | Muiderberg       | Kerkpad 2                 |            |
| Sint-Vituskerk                       | Kerk                             | 1380              | 1518                     | Gotiek                                                      | Gerestaureerd                                                                                 | ?                          | ?                       | ?          | ?           | Naarden          | Marktstraat 13            |            |
| Weeshuiskazerne en Comeniusmausoleum | Klooster                         | 1440              | ?                        | Gotiek                                                      | Gerestaureerd. Verbouwd tot weeshuis, daarna kazerne                                          | ?                          | ?                       | ?          | ?           | Naarden          | Kloosterstraat 29         |            |
| Kerk van Oosthuizen                  | Kerk                             | 1511              | 1518                     | Laatgotiek                                                  | Gerestaureerd                                                                                 | ?                          | ?                       | ?          | ?           | Oosthuizen       | Raadhuisstraat 61         |            |